# تعزات (المواريد)
تعزات هي إحدى مشيخات المملكة المغربية، تتبع جغرافيا لإقليم الصويرة وإداريًا لالمواريد. يقدر عدد سكانها بـ 2667 نسمة حسب الإحصاء الرسمي للسكان والسكنى لسنة 2004.